# 上野毛駅
上野毛駅（かみのげえき）は、東京都世田谷区上野毛一丁目にある、東急電鉄大井町線の駅である。駅番号はOM14。

## 歴史
- 1929年（昭和4年）11月1日：目黒蒲田電鉄二子玉川線（現・大井町線）の駅として開設[1]。
- 1999年（平成11年）4月：自動改札機新設[2]。
- 2006年（平成18年）6月：駅改良工事開始。
- 2007年（平成19年）12月20日：新駅舎使用開始。同時に旧駅舎使用休止[3]。
- 2008年（平成20年）
  - 1月：上り待避線完成。
  - 3月28日：ダイヤ改正に伴い、急行運行開始。平日朝夕ラッシュ時のみ上り急行の各停追抜きが行われるようになる。
- 2010年（平成22年）12月18日：旧駅舎使用再開。
- 2011年（平成23年）3月31日：駅改良工事完了[4][5]。

## 駅構造
地上駅であるが、当駅付近のみ線路が掘割内を通過しホームもその中にある（掘割駅）。上り線（大井町方面）のみ通過線を有する島式ホーム1面3線の配置。一部各停が急行通過待ちを行っている。
また、ホームはLED照明を採用している。

### 駅舎
線路が通る掘割を跨ぐ形で「不動橋」と言う陸橋が架かっており、橋上を「上野毛通り」と言う路線バスも行き交う公道が通っている。駅舎はこの道路両側の地平面に2棟あるが、この2棟は道路を跨ぐ形で屋根を共有して一体化しており外見上で非常に特徴的なものになっている。駅舎設計は安藤忠雄。
2棟の駅舎にはそれぞれ「正面口」と「北口」の改札口を備える。正面口のある駅舎はホーム上、掘割を塞ぐように建てられ、改札口は不動橋に面している。北口は上野毛通りと環八通りとの交差点（「上野毛駅前」交差点）に面している。両駅舎は2Fにテナントが入居している他、北口駅舎には裏側には自転車駐輪場が設置されている。
2007年（平成19年）12月19日までは北口の位置に旧駅舎があった（後述）。

### のりば
| 番線 | 路線     | 方向 | 行先                         |
| ---- | -------- | ---- | ---------------------------- |
| 1    | 大井町線 | 下り | 二子玉川・溝の口方面         |
| 2    | 大井町線 | 上り | 自由が丘・大岡山・大井町方面 |

### 駅改良工事

#### 旧駅舎・建て替え工事

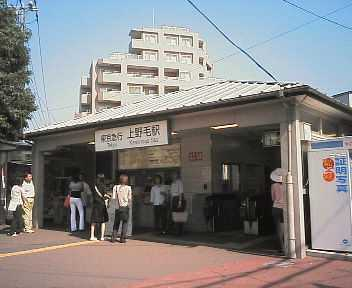
2007年12月まで供用されていた駅舎（2005年9月18日）

2006年6月から2011年3月まで、バリアフリーに対応するための駅舎建て替えを含めた駅改修工事が行われた。工事全体の終了は当初2008年9月の予定であった。
旧駅舎は現在の北口の位置にあり、バリアフリーには対応せずトイレも改札外にあった。2007年12月20日に新駅舎（現在の正面口）の供用を開始。この際にエスカレーター・エレベーター・トイレが設置されバリアフリー化がなされた。その前日に使用休止となった旧駅舎は一旦解体され、北口として再建。2010年12月18日に改めて開業し、改札口が2か所となった。

#### 上り通過線設置
駅舎改良工事と並行して、大井町線の急行運転のために2008年1月に上り線（大井町方面）のみ通過線が設置され、同年3月28日のダイヤ改正から急行列車の通過用に供用が開始された。
大井町線急行運転のための追い抜き施設は、等々力駅を地下化した上で上下線ともに設置する予定である。しかし、同駅の工事は環境影響評価などの影響で完成が大きく遅れる見込まれており、さらに周辺地域からは反対運動も起きていることから、地下化工事はいまだ本格的に着工されていない。一方、田園都市線の混雑緩和対策として2007年度（2008年3月28日 - ）には大井町線で急行運行を開始することになり、追い抜き設備の設置を間に合わせる必要があった。そこで、暫定措置として上り線のみ当駅に設置したものである。
現行ダイヤでは、当駅で平日朝夕ラッシュ時のみ上り急行が各停を追抜き、それ以外の時間帯では行っていない。なお、大井町線急行は通過待ちをする各停がない場合も上り大井町方面行は通過線を走行する。ちなみに、上り通過線の等々力駅方の分岐器は都内では稀なノーズ可動型（弾性ポイント）が設置されている。
将来において等々力駅地下化工事が完成した際は、各停の急行待避は同駅で行われ当駅での急行追抜きは行わない予定である。ただし、今後も通過線は維持される予定。

## 利用状況
2024年度の1日平均乗降人員は22,230人である。
近年の1日平均乗降・乗車人員の推移は以下の通り。
| 年度               | 1日平均 乗降人員 | 1日平均 乗車人員 | 出典     |
| ------------------ | ---------------- | ---------------- | -------- |
| 1956年（昭和31年） |                  | 5,432            | [ * 1 ]  |
| 1957年（昭和32年） |                  | 6,229            | [ * 2 ]  |
| 1958年（昭和33年） |                  | 6,848            | [ * 3 ]  |
| 1959年（昭和34年） |                  | 7,448            | [ * 4 ]  |
| 1960年（昭和35年） | 16,007           | 8,098            | [ * 5 ]  |
| 1961年（昭和36年） | 17,100           | 8,566            | [ * 6 ]  |
| 1962年（昭和37年） | 17,706           | 8,866            | [ * 7 ]  |
| 1963年（昭和38年） | 17,950           | 9,037            | [ * 8 ]  |
| 1964年（昭和39年） | 18,412           | 9,253            | [ * 9 ]  |
| 1965年（昭和40年） | 18,855           | 9,537            | [ * 10 ] |
| 1966年（昭和41年） | 19,134           | 9,668            | [ * 11 ] |
| 1967年（昭和42年） | 19,489           | 9,894            | [ * 12 ] |
| 1968年（昭和43年） | 19,686           | 10,061           | [ * 13 ] |
| 1969年（昭和44年） | 19,984           | 10,104           | [ * 14 ] |
| 1970年（昭和45年） | 21,805           | 10,989           | [ * 15 ] |
| 1971年（昭和46年） | 21,286           | 10,787           | [ * 16 ] |
| 1972年（昭和47年） | 21,180           | 11,011           | [ * 17 ] |
| 1973年（昭和48年） | 21,678           | 11,304           | [ * 18 ] |
| 1974年（昭和49年） | 21,225           | 11,034           | [ * 19 ] |
| 1975年（昭和50年） | 21,564           | 11,006           | [ * 20 ] |
| 1976年（昭和51年） | 21,382           | 10,927           | [ * 21 ] |
| 1977年（昭和52年） | 21,158           | 10,828           | [ * 22 ] |
| 1978年（昭和53年） | 21,716           | 10,981           | [ * 23 ] |
| 1979年（昭和54年） | 21,268           | 10,638           | [ * 24 ] |
| 1980年（昭和55年） | 20,561           | 10,422           | [ * 25 ] |
| 1981年（昭和56年） | 19,111           | 9,695            | [ * 26 ] |
| 1982年（昭和57年） | 18,661           | 9,401            | [ * 27 ] |
| 1983年（昭和58年） | 18,587           | 9,394            | [ * 28 ] |
| 1984年（昭和59年） | 18,829           | 9,532            | [ * 29 ] |
| 1985年（昭和60年） | 19,168           | 9,780            | [ * 30 ] |
| 1986年（昭和61年） | 19,470           | 9,882            | [ * 31 ] |
| 1987年（昭和62年） | 18,085           | 9,771            | [ * 32 ] |
| 1988年（昭和63年） | 19,018           | 9,849            | [ * 33 ] |
| 1989年（平成元年） | 19,415           | 9,804            | [ * 34 ] |
| 1990年（平成02年） | 19,859           | 10,154           | [ * 35 ] |
| 1991年（平成03年） | 20,033           | 10,381           | [ * 36 ] |
| 1992年（平成04年） | 19,884           | 10,350           | [ * 37 ] |
| 1993年（平成05年） | 19,976           | 10,344           | [ * 38 ] |
| 1994年（平成06年） | 19,952           | 10,273           | [ * 39 ] |
| 1995年（平成07年） | 19,566           | 10,134           | [ * 40 ] |
| 1996年（平成08年） | 19,779           | 10,129           | [ * 41 ] |
| 1997年（平成09年） | 19,686           | 10,060           | [ * 42 ] |
| 1998年（平成10年） | 19,277           | 9,758            | [ * 43 ] |
| 1999年（平成11年） | 19,584           | 9,987            | [ * 44 ] |
| 2000年（平成12年） | 20,005           | 9,944            | [ * 45 ] |
| 2001年（平成13年） | 19,857           | 9,836            | [ * 46 ] |
| 2002年（平成14年） | 19,785           | 9,793            | [ * 47 ] |
| 2003年（平成15年） | 20,055           | 9,936            | [ * 48 ] |
| 2004年（平成16年） | 19,965           | 10,077           | [ * 49 ] |
| 2005年（平成17年） | 20,411           | 10,309           | [ * 50 ] |
| 2006年（平成18年） | 20,566           | 10,374           | [ * 51 ] |
| 2007年（平成19年） | 20,826           | 10,567           | [ * 52 ] |
| 2008年（平成20年） | 21,065           | 10,636           | [ * 53 ] |
| 2009年（平成21年） | 21,042           | 10,606           | [ * 54 ] |
| 2010年（平成22年） | 21,116           | 10,649           | [ * 55 ] |
| 2011年（平成23年） | 20,830           | 10,550           | [ * 56 ] |
| 2012年（平成24年） | 21,273           | 10,779           | [ * 57 ] |
| 2013年（平成25年） | 21,962           | 11,121           | [ * 58 ] |
| 2014年（平成26年） | 22,062           | 11,136           | [ * 59 ] |
| 2015年（平成27年） | 22,364           | 11,276           | [ * 60 ] |
| 2016年（平成28年） | 22,427           | 11,303           | [ * 61 ] |
| 2017年（平成29年） | 22,538           | 11,353           | [ * 62 ] |
| 2018年（平成30年） | 22,874           | 11,529           | [ * 63 ] |
| 2019年（令和元年） | 22,572           | 11,385           | [ * 64 ] |
| 2020年（令和02年） | 16,125           |                  |          |
| 2021年（令和03年） | 18,490           |                  |          |
| 2022年（令和04年） | 20,304           |                  |          |
| 2023年（令和05年） | 21,449           |                  |          |
| 2024年（令和06年） | 22,230           |                  |          |

## 駅周辺

### 官公庁・公共施設
- 世田谷区役所 上野毛まちづくり出張所
- 東京都公文書館

### 教育機関
- 多摩美術大学 上野毛キャンパス
- 日本菓子専門学校
- セント・メリーズ・インターナショナル・スクール

### 博物館・美術館
- 五島美術館

### 郵便局・金融機関
- 世田谷上野毛郵便局

### 史跡・自然
- 玉川野毛町公園
  - 野毛大塚古墳
- 上野毛自然公園

### 交通
- 第三京浜道路玉川IC

## バス路線
上野毛駅（東急バス）
- 上野毛通り・東方向
  - 〈黒02〉 目黒駅行
- 上野毛通り・西方向（駅前）
  - 〈黒02〉 二子玉川駅行
- 上野毛通り・西方向（環八西側）
  - 〈玉21〉 二子玉川駅行 ※土休日のみ　
  - 〈玉11〉 二子玉川駅行・多摩川駅行 ※出入庫系統、早朝のみ
  - 〈玉35〉 せたがや3館めぐるーぷ　美術館行 ※2018年（平成30年）1月20日 - 12月9日までの土休日のみ
- 環八通り・南方向
  - 〈園01〉 田園調布駅行
- 環八通り・北方向
  - 〈園01〉 千歳船橋行
  - 〈玉11〉 瀬田営業所行 ※出入庫系統
  - 〈玉21〉 東京医療センター行 ※土休日のみ

## その他
- 毎年8月に開催される世田谷区たまがわ花火大会・川崎市制記念多摩川花火大会の際には、二子玉川駅、二子新地駅と共に最寄駅の1つとなる。
- エイトライナーにも当駅が新設される構想がある。

## 隣の駅
東急電鉄
 大井町線
■急行
通過
□各駅停車（二子新地・高津は通過）・■各駅停車（二子新地・高津に停車）
等々力駅 (OM13) - 上野毛駅 (OM14) - 二子玉川駅 (OM15)